# Bray-sur-Somme
Bray-sur-Somme és un municipi francès situat al departament del Somme i a la regió de Nord - Pas de Calais - Picardia. L'any 2007 tenia 1.270 habitants.

## Demografia

### Població
El 2007 la població de fet de Bray-sur-Somme era de 1.270 persones. Hi havia 497 famílies de les quals 126 eren unipersonals (51 homes vivint sols i 75 dones vivint soles), 174 parelles sense fills, 150 parelles amb fills i 47 famílies monoparentals amb fills.
La població ha evolucionat segons el següent gràfic:
Habitants censats

### Habitatges

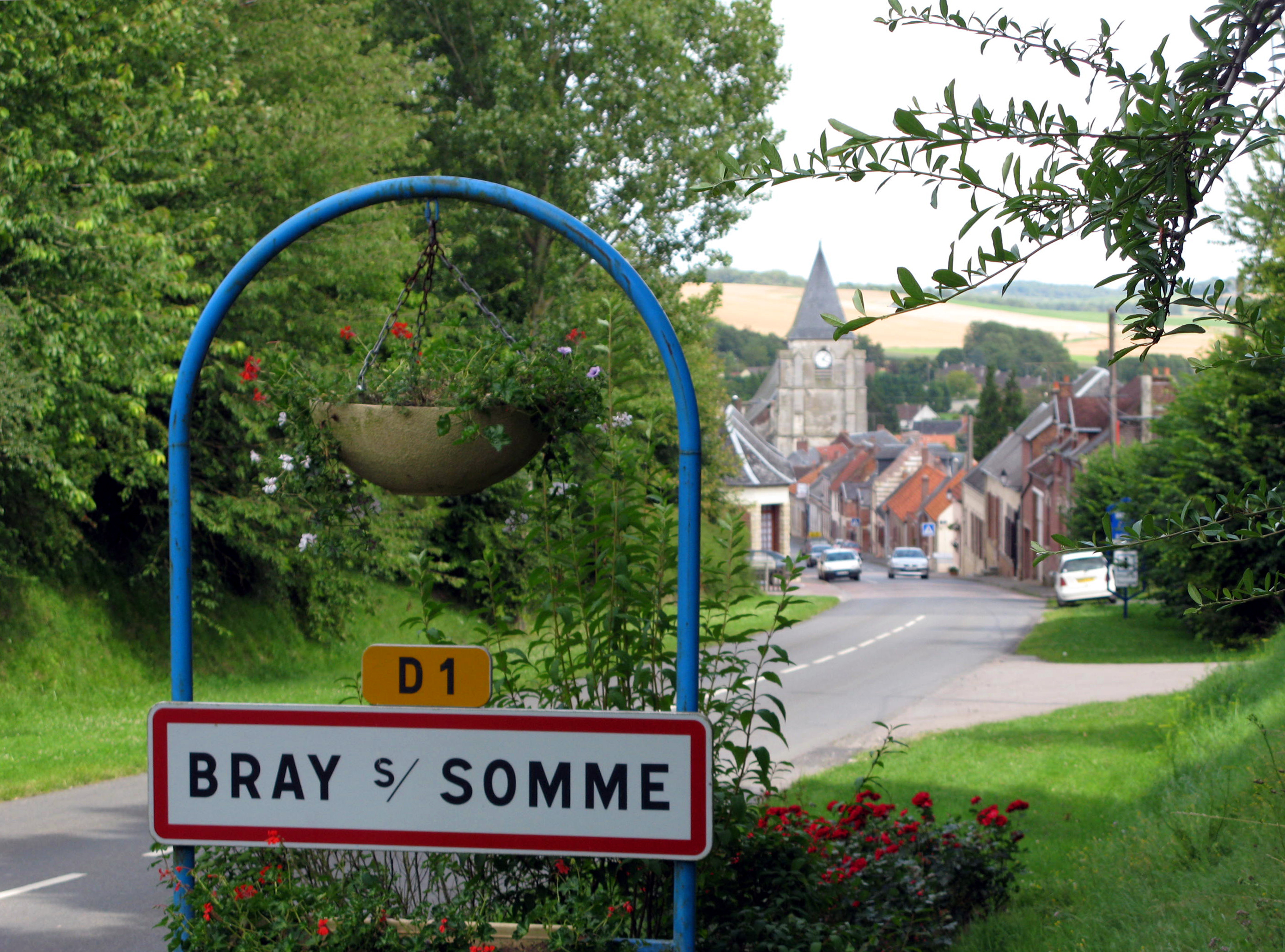

El 2007 hi havia 588 habitatges, 500 eren l'habitatge principal de la família, 40 eren segones residències i 48 estaven desocupats. 536 eren cases i 50 eren apartaments. Dels 500 habitatges principals, 364 estaven ocupats pels seus propietaris, 121 estaven llogats i ocupats pels llogaters i 16 estaven cedits a títol gratuït; 4 tenien una cambra, 39 en tenien dues, 90 en tenien tres, 160 en tenien quatre i 208 en tenien cinc o més. 382 habitatges disposaven pel capbaix d'una plaça de pàrquing. A 245 habitatges hi havia un automòbil i a 178 n'hi havia dos o més.

### Piràmide de població

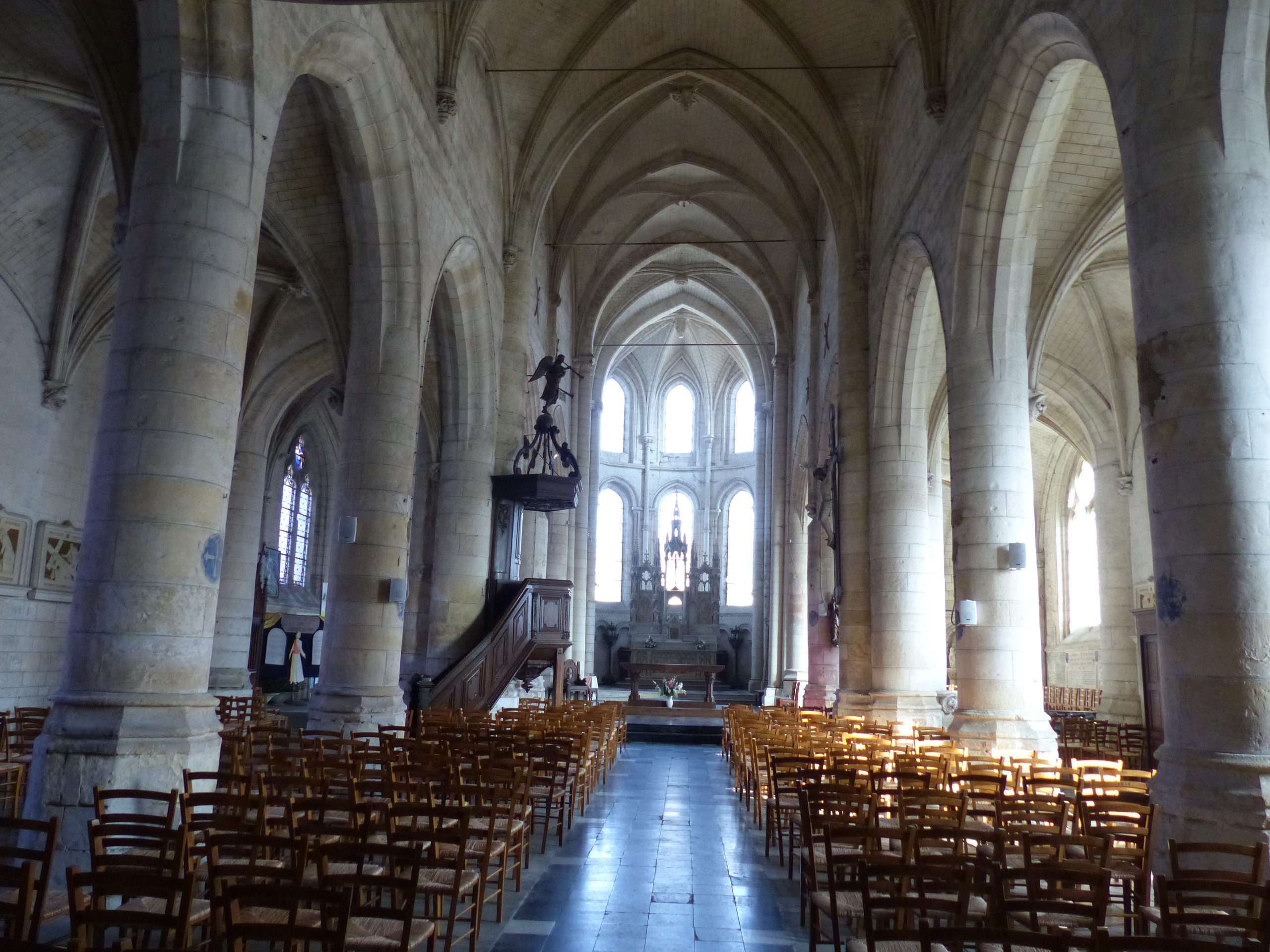
Església de Sant Nicolas

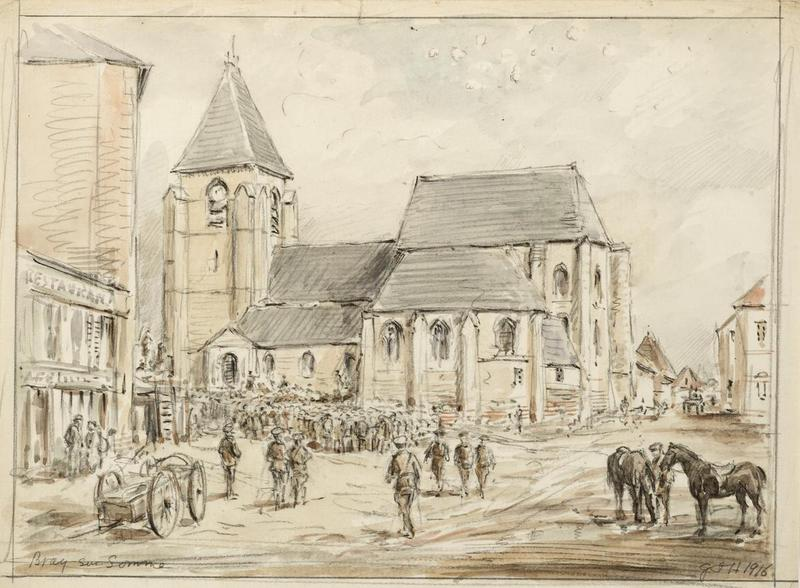
Dibuix de l església a la primera Guerra Mundial

La piràmide de població per edats i sexe el 2009 era:
| Homes | Edats   | Dones |
| ----- | ------- | ----- |
| 0     | 95 o +  | 8     |
| 4     | 90 a 94 | 4     |
| 8     | 85 a 89 | 28    |
| 8     | 80 a 84 | 20    |
| 20    | 75 a 79 | 28    |
| 52    | 70 a 74 | 36    |
| 36    | 65 a 69 | 36    |
| 12    | 60 a 64 | 20    |
| 52    | 55 a 59 | 52    |
| 48    | 50 a 54 | 60    |
| 32    | 45 a 49 | 20    |
| 40    | 40 a 44 | 52    |
| 72    | 35 a 39 | 56    |
| 28    | 30 a 34 | 52    |
| 20    | 25 a 29 | 36    |
| 49    | 20 a 24 | 16    |
| 24    | 15 a 19 | 64    |
| 56    | 10 a 14 | 44    |
| 40    | 5 a 9   | 40    |
| 32    | 0 a 4   | 24    |

## Economia

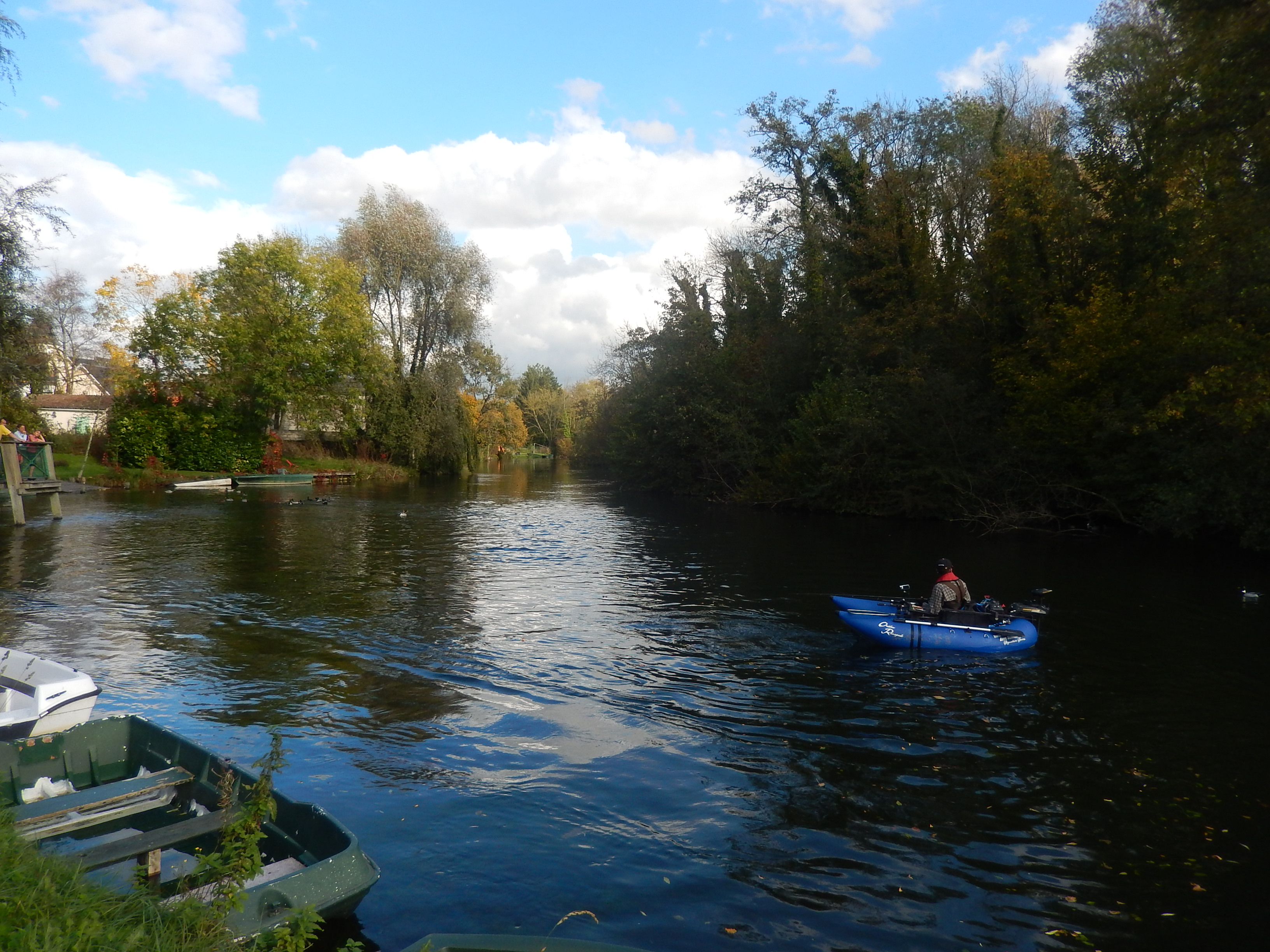
El riu Somme a Bray sur Somme

El 2007 la població en edat de treballar era de 785 persones, 520 eren actives i 265 eren inactives. De les 520 persones actives 472 estaven ocupades (261 homes i 211 dones) i 49 estaven aturades (23 homes i 26 dones). De les 265 persones inactives 100 estaven jubilades, 67 estaven estudiant i 98 estaven classificades com a «altres inactius».

### Ingressos

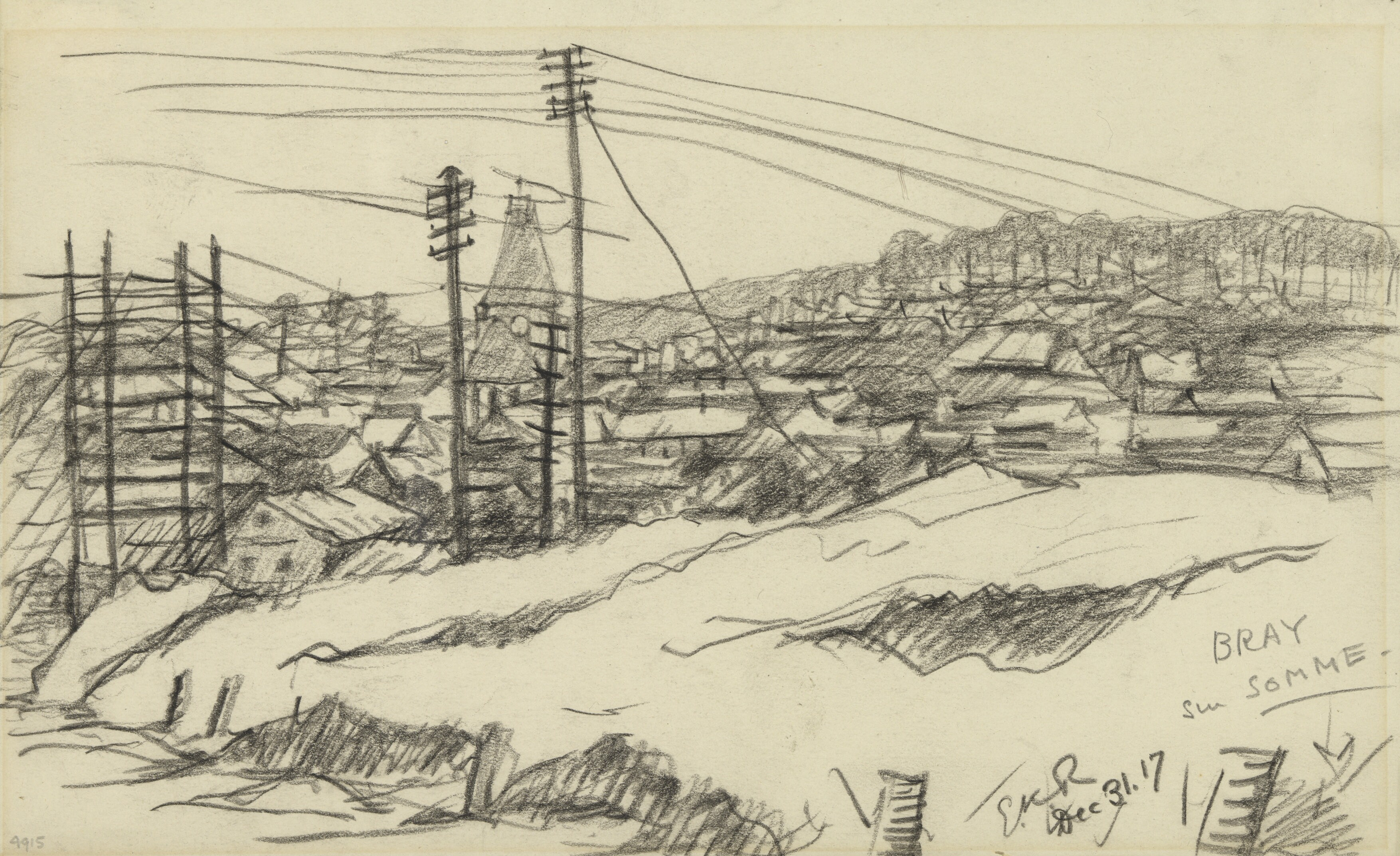
Esborrany del poble

El 2009 a Bray-sur-Somme hi havia 519 unitats fiscals que integraven 1.248 persones, la mediana anual d'ingressos fiscals per persona era de 16.347 €.

### Activitats econòmiques

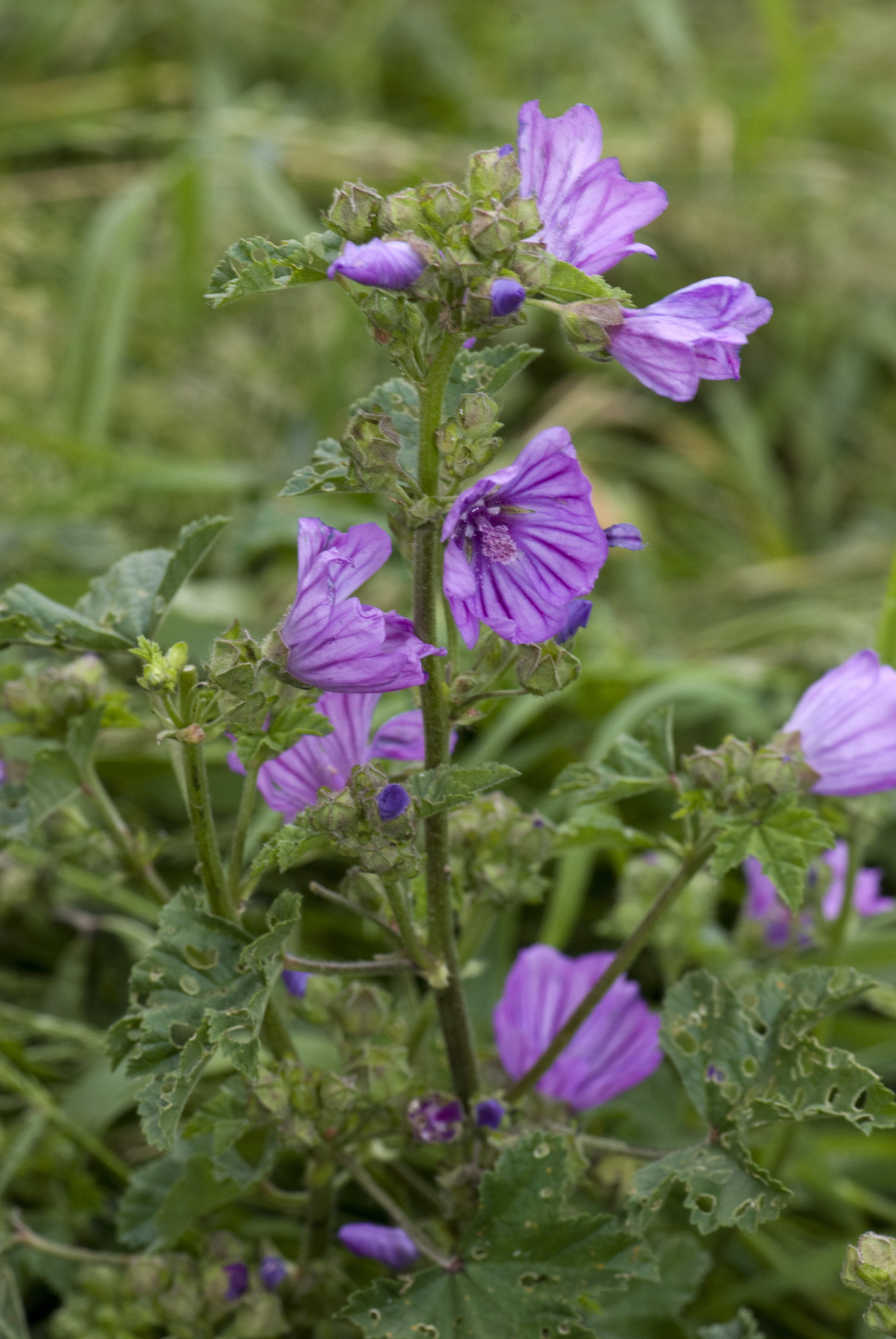
Malva silvestris a Bray

Dels 67 establiments que hi havia el 2007, 2 eren d'empreses alimentàries, 2 d'empreses de fabricació de material elèctric, 2 d'empreses de fabricació d'altres productes industrials, 1 d'una empresa de construcció, 10 d'empreses de comerç i reparació d'automòbils, 4 d'empreses de transport, 9 d'empreses d'hostatgeria i restauració, 1 d'una empresa d'informació i comunicació, 4 d'empreses financeres, 3 d'empreses immobiliàries, 5 d'empreses de serveis, 12 d'entitats de l'administració pública i 12 d'empreses classificades com a «altres activitats de serveis».
Dels 21 establiments de servei als particulars que hi havia el 2009, 1 era una oficina d'administració d'Hisenda pública, 1 gendarmeria, 1 oficina de correu, 3 oficines bancàries, 1 funerària, 2 tallers de reparació d'automòbils i de material agrícola, 2 autoescoles, 1 fusteria, 5 perruqueries, 3 restaurants i 1 saló de bellesa.
Dels 5 establiments comercials que hi havia el 2009, 1 era un hipermercat, 1 una botiga de menys de 120 m², 1 una fleca, 1 una botiga de mobles i 1 una joieria.
L'any 2000 a Bray-sur-Somme hi havia 13 explotacions agrícoles.

## Equipaments sanitaris i escolars
El 2009 hi havia 1 farmàcia i 1 ambulància.
El 2009 hi havia 1 escola maternal i 1 escola elemental. Bray-sur-Somme disposava d'un col·legi d'educació secundària amb 162 alumnes.

## Poblacions més properes
El següent diagrama mostra les poblacions més properes.